# Morilla de los Oteros
Morilla de los Oteros es una localidad y pedanía perteneciente al municipio de Pajares de los Oteros, situado en la comarca de Esla-Campos.
Está situado en la CV-195-4, entre Fresno de la Vega y Cubillas de los Oteros.
Respecto a las fiestas patronales, su patrón es San Pelayo el 26 de junio y la celebración popular se retrasa al primer fin de semana de julio para poder acoger más visitantes y vecinos del pueblo que residen fuera.
En los últimos años ha adquirido notoriedad la fiesta de la amistad, culminada con una gran paellada popular para despedir el verano.
La actual presidenta de la junta vecinal es Rogelia Provecho que sucedió en mayo de 2019 a Andrés Rodríguez, anterior presidente de la junta vecinal desde el año 2003.

## Evolución demográfica
| 2000 | 2001 | 2002 | 2003 | 2004 | 2005 | 2006 | 2007 | 2008 | 2009 | 2010 | 2011 |
| 35   | 36   | 35   | 34   | 42   | 42   | 41   | 40   | 38   | 39   | 36   | 47   |

- Datos: Q6024202